# Santa María de Villandás
Santa María de Villandás (Santa María Villandás en asturiano) es una parroquia del concejo de Grado, en el Principado de Asturias (España). Alberga una población de 72 habitantes (INE 2021) en 135 viviendas. Ocupa una extensión de 12,40 km².
Está situada en el área centro occidental del concejo. Limita al norte con las parroquias de Pereda y Sorribas; al este con la de Ambás; al sureste con la de Santianes; al sur con la de Restiello; al suroeste con la de Vigaña; y al oeste con las mirandesas de Belmonte, San Martín de Lodón y San Bartolomé.
Su altitud media está en torno a los 470 m s. n. m. y dista aproximadamente 13 km de Grado, la capital del concejo, a través de la carretera AS-311.
Entre la arquitectura de la parroquia, podemos destacar los restos de la torre de Villandás, que fue dinamitada por los propios vecinos en el año 1935, y que su fábrica es parecida a la que se encuentra en Villanueva, en la parroquia de Pereda. Por otra parte, la ermita de San Esteban, de nave única y ábside cuadrado, evoca el arte románico rural asturiano.
La iglesia de Santa María se encuentra en la aldea de Santa María de Villandás. Se celebra con oficio religioso, y antiguamente también con romería, la festividad de Nuestra Señora del Rosario el primer domingo de octubre.
Finalmente, una casería de Villandás figura entre las posesiones de la iglesia de Oviedo, en un inventario de bienes de esta
institución redactado a principios del siglo XII.

## Poblaciones
Según el nomenclátor de 2009 la parroquia está formada por las poblaciones de:
- La Cabaña (aldea): 2 habitantes.
- La Campusa (casería): deshabitado.
- Capítulo (Capítulu en asturiano) (casería): 2 habitantes.
- La Fueja (La Fuexa) (lugar): 11 habitantes.
- El Gorrión (El Gurrión) (casería): 3 habitantes.
- Los Lodos (Los Llodos) (aldea): 7 habitantes.
- Puente de Seaza (El Puente Seaza) (casería): deshabitado.
- Robledo (Robléu) (aldea): 10 habitantes.
- Rozallana (casería): 5 habitantes.
- Santa María de Villandás (aldea): 8 habitantes.
- Seaza (aldea) (lugar): 23 habitantes.
- Villandás (lugar): 32 habitantes.
- Vío del Pedrouco (Víu'l Pedroucu) (aldea): 13 habitantes.
- Vío del Pico (Víu'l Picu) (aldea): 7 habitantes.